# Santo Stefano d'Aveto
Santo Stefano d'Aveto este o comună din provincia Genova, regiunea Liguria, Italia, cu o populație de 998 locuitori (1 ianuarie 2023) și o suprafață de 54,78 km².

## Demografie
Santo Stefano d'Aveto - evoluția demografică

|  | Graficele sunt indisponibile din cauza unor probleme tehnice. Mai multe informații se găsesc la Phabricator și la wiki-ul MediaWiki. |

Date: Recensăminte sau birourile de statistică - grafică realizată de Wikipedia